# 热斯泰
热斯泰（法語：Gesté，法語發音：[ʒɛste] ⓘ）是法国曼恩-卢瓦尔省的一个旧市镇，属于绍莱区。2015年12月15日，热斯泰和相邻的9个市镇合并为新市镇莫日地区博普雷欧（Beaupréau-en-Mauges）。

## 地理
热斯泰（47°10'50"N, 1°6'39"W）面积35.55 平方千米，位于法国卢瓦尔河地区大区曼恩-卢瓦尔省，该省份为法国西部内陆省份，大致对应安茹地区，北起顺时针与马耶讷省、萨尔特省、安德尔-卢瓦尔省、维埃纳省、德塞夫勒省、旺代省、大西洋卢瓦尔省和伊勒-维莱讷省接壤。
与热斯泰接壤的市镇（或旧市镇、城区）包括：拉勒格里皮耶尔、拉绍赛尔、勒菲耶夫索万、勒皮塞-多雷、拉勒诺迪耶尔、穆瓦讷河畔圣日耳曼、蒂利耶尔、维勒迪约-拉布卢埃尔。

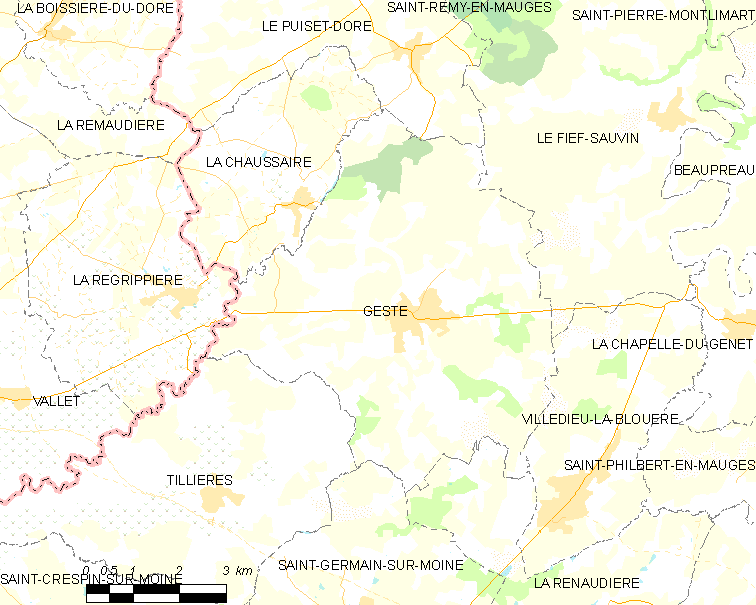
热斯泰的OSM定位图

热斯泰的时区为UTC+01:00、UTC+02:00（夏令时）。

## 行政
热斯泰的邮政编码为49600，INSEE市镇编码为49151。

## 政治
热斯泰所属的省级选区为莫日地区博普雷欧县。

## 人口

1962-2008年间热斯泰人口变化图示

热斯泰于2018年1月1日时的人口数量为2756人。